# Jan III (biskup serecki)
Jan III (XIV-XV w.) – duchowny katolicki, biskup serecki.
W młodości wstąpił do zakonu franciszkanów. Prawdopodobnie brał udział w działalności misyjnej w Mołdawii. 29 stycznia 1434 r. został prekonizowany biskupem sereckim przez papieża Eugeniusza IV. Przypuszczalnie zmarł przed 1438 r.